# ژابینگتس (شهرستان پروشکوف)
ژابینگتس (به لهستانی:  Żabieniec) یک روستا در لهستان است که در گمینا ناداژن واقع شده‌است.